# Eberhard-Effekt

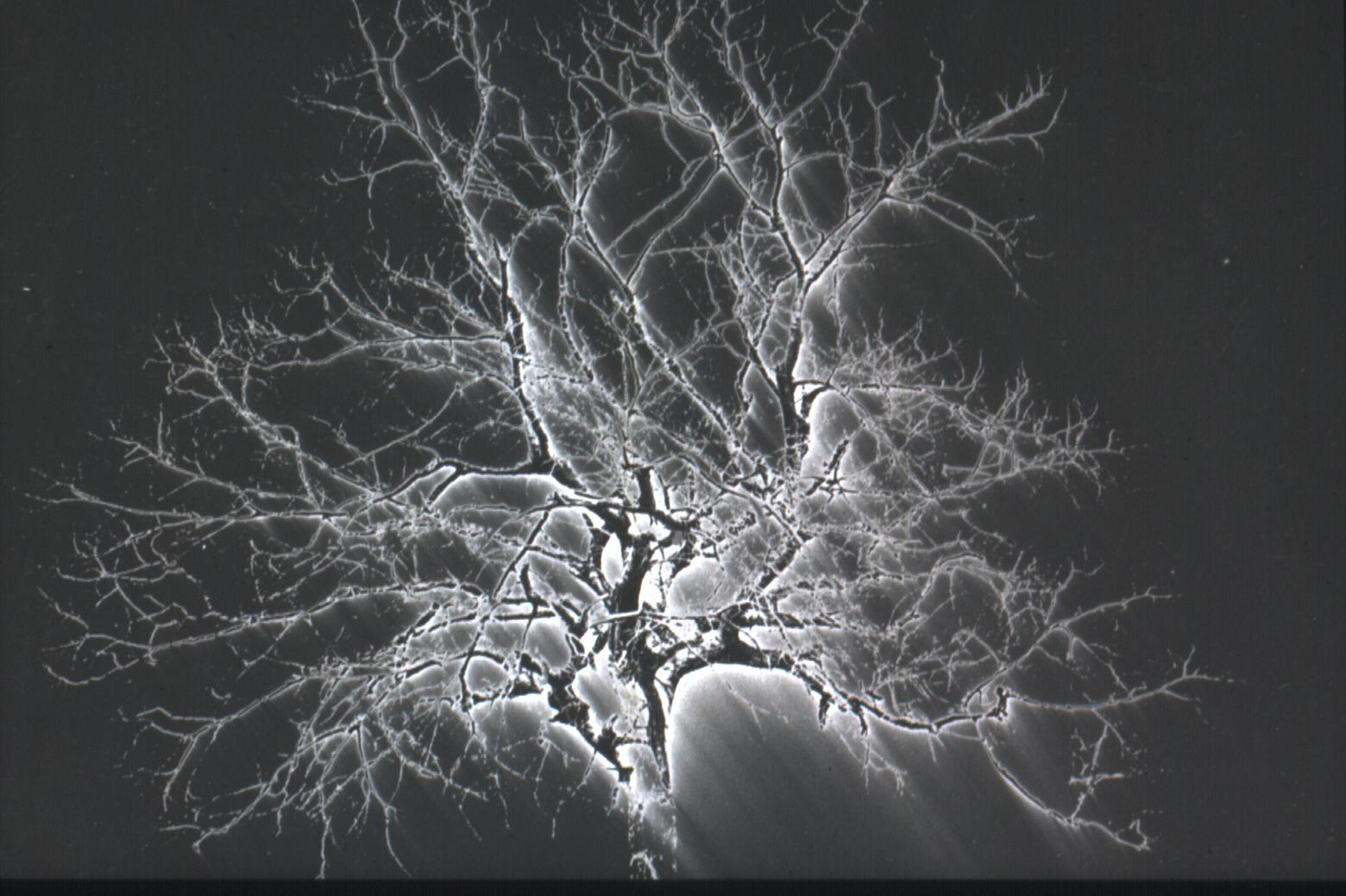
Abzug eines Positivs, Eberhard-Effekt durch Entwicklung ohne Bewegung

Der Eberhard-Effekt (nach Gustav Eberhard (1867–1940)) oder Kanteneffekt (auch: Saumeffekt) ist ein Entwicklungseffekt in der Analogfotografie, der die Erhöhung der Kantenschwärzung an der Grenze zwischen stark und schwach belichteten – also dunklen und hellen – Partien bezeichnet.
Bei fehlender oder ungenügender Bewegung des Entwicklers konzentrieren sich verbrauchte Substanzen des Entwicklers über den dunklen Stellen des Bildes. Bei schroffen Hell-Dunkel-Übergängen diffundiert der bereits verbrauchte Entwickler über die hellen Bildstellen und verhindert dort eine vollständige Entwicklung. Unverbrauchter Entwickler gelangt umgekehrt von hellen Bildteilen über benachbarte dunkle Stellen; dort geht  die Schwärzung deshalb rascher vonstatten. Auf diese Weise entstehen helle Säume um dunkle und gleichzeitig dunkle Säume um helle Objekte.
Die Steigerung des Kontrastes an den Kanten wird visuell oft als verbessert erscheinende Schärfe wahrgenommen (subjektiver Schärfeeindruck). Es besteht durch die mangelnde Bewegung des Entwicklerbads allerdings häufig die akute Gefahr, dass großflächige Motivteile durch ungleichmäßige Schwärzung „verwolken“.
Beim Farbfilm gibt es den Interimage-Effekt; dieser ist mit dem Eberhard- bzw. Kanteneffekt verwandt. Ohne Beeinträchtigung des Gesamtkontrasts und des Belichtungsspielraums bewirkt er eine Steigerung der Farbsättigung. Dies wird in den entsprechenden Prozessen (z. B. C-41) durch DIR-Kuppler erreicht, die die Bildung weiteren Silbers in der Nachbarschaft stark belichteter Stellen während der Entwicklung verhindern.
Einen vergleichbaren Sinneseindruck ruft die Kantenschärfung in der Computergrafik (die fast immer eine Pseudo-Schärfung ist, denn Information, die nicht mehr vorhanden ist, kann nicht einfach wieder „hineingezaubert“ werden) hervor. Dabei werden die Pixel hochkontrastiger Übergänge des Motivs zusammengezogen (oder besser: zusammengerechnet). Im Gegensatz zur allgemeinen Schärfung vermeidet dies weitgehend das zu starke Hervortreten des Bildrauschens und gfs. von Kompressions-Artefakten bei großflächigen Bildanteilen.
Dass der Eberhard-Effekt eng verwandt ist mit dem Sabattier-Effekt (auch: Pseudo-Solarisation) ist in der Literatur eindeutig zurückgewiesen.